# Прокторвілл (Північна Кароліна)
Прокторвілл (англ. Proctorville) — місто (англ. town) в США, в окрузі Робсон штату Північна Кароліна. Населення — 121 особа (2020).

## Географія
Прокторвілл розташований за координатами 34°28′31″ пн. ш. 79°2′13″ зх. д. / 34.47528° пн. ш. 79.03694° зх. д. (34.475179, -79.037039).  За даними Бюро перепису населення США в 2010 році місто мало площу 1,18 км², уся площа — суходіл.

## Демографія
Згідно з переписом 2010 року, у місті мешкало 117 осіб у 49 домогосподарствах у складі 36 родин. Густота населення становила 100 осіб/км².  Було 56 помешкань (48/км²).
Расовий склад населення:
| - 73,5 % — білих - 18,8 % — чорних або афроамериканців - 5,1 % — корінних американців |

До двох чи більше рас належало 2,6 %. Частка іспаномовних становила 0,0 % від усіх жителів.
За віковим діапазоном населення розподілялося таким чином: 16,2 % — особи молодші 18 років, 63,3 % — особи у віці 18—64 років, 20,5 % — особи у віці 65 років та старші. Медіана віку мешканця становила 51,5 року. На 100 осіб жіночої статі у місті припадало 91,8 чоловіків;  на 100 жінок у віці від 18 років та старших — 96,0 чоловіків також старших 18 років.
Середній дохід на одне домашнє господарство  становив 58 925 доларів США (медіана — 45 417), а середній дохід на одну сім'ю — 58 940 доларів (медіана — 48 750). За межею бідності перебувало 2,3 % осіб, у тому числі 6,5 % дітей у віці до 18 років та 0,0 % осіб у віці 65 років та старших.
Цивільне працевлаштоване населення становило 83 особи. Основні галузі зайнятості: освіта, охорона здоров'я та соціальна допомога — 41,0 %, роздрібна торгівля — 25,3 %, мистецтво, розваги та відпочинок — 10,8 %, фінанси, страхування та нерухомість — 7,2 %.